# بخش تروولووار
بخش تروولووار (به انگلیسی: Tiruvallur district) یک بخش در هند است که در تامیل نادو واقع شده‌است. بخش تروولووار ۳٬۴۲۳ کیلومتر مربع مساحت و ۳٬۷۲۸٬۱۰۴ نفر جمعیت دارد.